# Emmanuelle Coubat
Emmanuelle Coubat (* 1. April 1970 in Besançon) ist eine französische Tischtennisnationalspielerin. In den 1990er Jahren gehörte sie zu den besten Spielerinnen Frankreichs. Sie gewann fünfzehnmal die französische Meisterschaft.

## Nationale Erfolge
Coubat wurde viermal französische Meisterin im Einzel, nämlich 1988, 1992, 1993 und 1996. Im Doppel errang sie sechs Titel, 1990 mit Rozenn Yquel sowie 1993 bis 1998 jeweils mit Sylvie Plaisant. Dazu kommen vier Titel im Mixed mit Olivier Marmurek (1991, 1993–1995).

## Internationale Erfolge
Coubats erster internationaler Erfolg war der Titelgewinn im Mixed mit Olivier Marmurek bei der Europameisterschaft der Jugend 1987. Von 1989 bis 1995 wurde sie viermal für Weltmeisterschaften nominiert. Dabei erreichte sie 1991 mit dem französischen Damenteam Platz drei. Bei den Europameisterschaften kam sie 1994 im Doppel mit Wang Xiaoming ins Halbfinale. 1992 und 1996 nahm sie bei den Olympischen Spielen an den Doppelwettbewerben teil, wo sie jeweils in der ersten Runde scheiterte.

## Turnierergebnisse
| Verband | Veranstaltung                         | Jahr | Ort        | Land | Einzel       | Doppel           | Mixed      | Team |
| ------- | ------------------------------------- | ---- | ---------- | ---- | ------------ | ---------------- | ---------- | ---- |
| FRA     | Europameisterschaft                   | 1994 | Birmingham | ENG  |              | Viertelfinale    |            |      |
| FRA     | Europameisterschaft                   | 1990 | Göteborg   | SWE  |              | Halbfinale       |            |      |
| FRA     | Jugend-Europameisterschaft (Junioren) | 1987 | Athen      | GRE  |              |                  | Gold       |      |
| FRA     | Mittelmeer-Spiele                     | 1993 | Meze       | FRA  | Halbfinale   |                  |            |      |
| FRA     | Mittelmeer-Spiele                     | 1991 | Athen      | GRE  |              | Silber           |            |      |
| FRA     | Olympische Spiele                     | 1996 | Atlanta    | USA  | keine Teiln. | sofort ausgesch. |            |      |
| FRA     | Olympische Spiele                     | 1992 | Barcelona  | ESP  | keine Teiln. | sofort ausgesch. |            |      |
| FRA     | Pro Tour                              | 1997 | Lyon       | FRA  | letzte 32    | letzte 16        |            |      |
| FRA     | Pro Tour                              | 1997 | Linz       | AUT  | Rd 1         | letzte 16        |            |      |
| FRA     | Weltmeisterschaft                     | 1995 | Tianjin    | CHN  | letzte 128   | letzte 32        | letzte 64  | 13   |
| FRA     | Weltmeisterschaft                     | 1993 | Göteborg   | SWE  | letzte 128   | letzte 32        | letzte 32  | 16   |
| FRA     | Weltmeisterschaft                     | 1991 | Chiba City | JPN  | letzte 64    | letzte 16        | letzte 64  | 3    |
| FRA     | Weltmeisterschaft                     | 1989 | Dortmund   | FRG  | letzte 128   | letzte 64        | letzte 128 | 17   |
| FRA     | World Doubles Cup                     | 1990 | Seoul      | KOR  |              | Viertelfinale    |            |      |
| FRA     | WTC-World Team Cup                    | 1994 | Nimes      | FRA  |              |                  |            | 5    |
| FRA     | WTC-World Team Cup                    | 1991 | Barcelona  | ESP  |              |                  |            | 5    |